# 清华学派
清华学派是指1920年代到1952年全国院系调整前以清华大学人文学科师生为主体形成的一个文史哲学派。

## 词源
该词由王瑶于1988年提出。王瑶概括“清华学派”三特征为：第一，既有国学根底又深切了解西方文化；第二，既不是卫道士，又不是西方文化的搬运夫；第三，有一大批中西会通的著作。该学派的主要学术特点是所谓的“会通”，即会通古今，会通中西，会通文理。而维系命脉的则是陈寅恪祭王国维文中所写的“独立之思想，自由之精神”。

## 历史
清华学派始于1925年清华学校研究院的创立。当时由吴宓负责筹备，并先后聘请王国维、梁启超、赵元任和陈寅恪四人为导师，李济为讲师，赵万里和浦江清为助理教授。同年，朱自清也从浙江两江师范学院来到清华中文系任教。
1928到1935年，陆续从外校延揽了大批著名教授，包括文学方面的杨振声、刘文典、俞平伯、黄节、闻一多等；历史学的蒋廷黻、张荫麟、雷海宗等；哲学方面的金岳霖、冯友兰等；社会学方面的潘光旦、陈达、吴景超等。他们构成了清华学派的二代中坚。
第三代以清华自身尤其是研究院培养的王力（赵元任弟子）、吴其昌、蒋天枢、刘节（以上为陈寅恪弟子）、贺麟、陈铨（以上为吴宓弟子）、高亨、罗根泽、姜亮夫等为代表。
第四代以1930年代清华学生为主力，如文学院“四才子”钱锺书、夏鼐、吴晗、朱湘，“清华四剑客”李长之、林庚、季羡林、吴组缃，以及曹禺、杨绛、杨联陞、费孝通、王瑶、冯契、何炳棣等。
第五代多为西南联大时期的学生，包括殷海光、王浩、季镇淮、任继愈、朱德熙、李赋宁、许国璋、杨周翰、王佐良、卞之琳、汪曾祺、穆旦、郑敏等。